# Mecadzor
Mecadzor – wieś w Armenii, w prowincji Aragacotn. W 2011 roku liczyła 75 mieszkańców.